# مكعب بيدلام

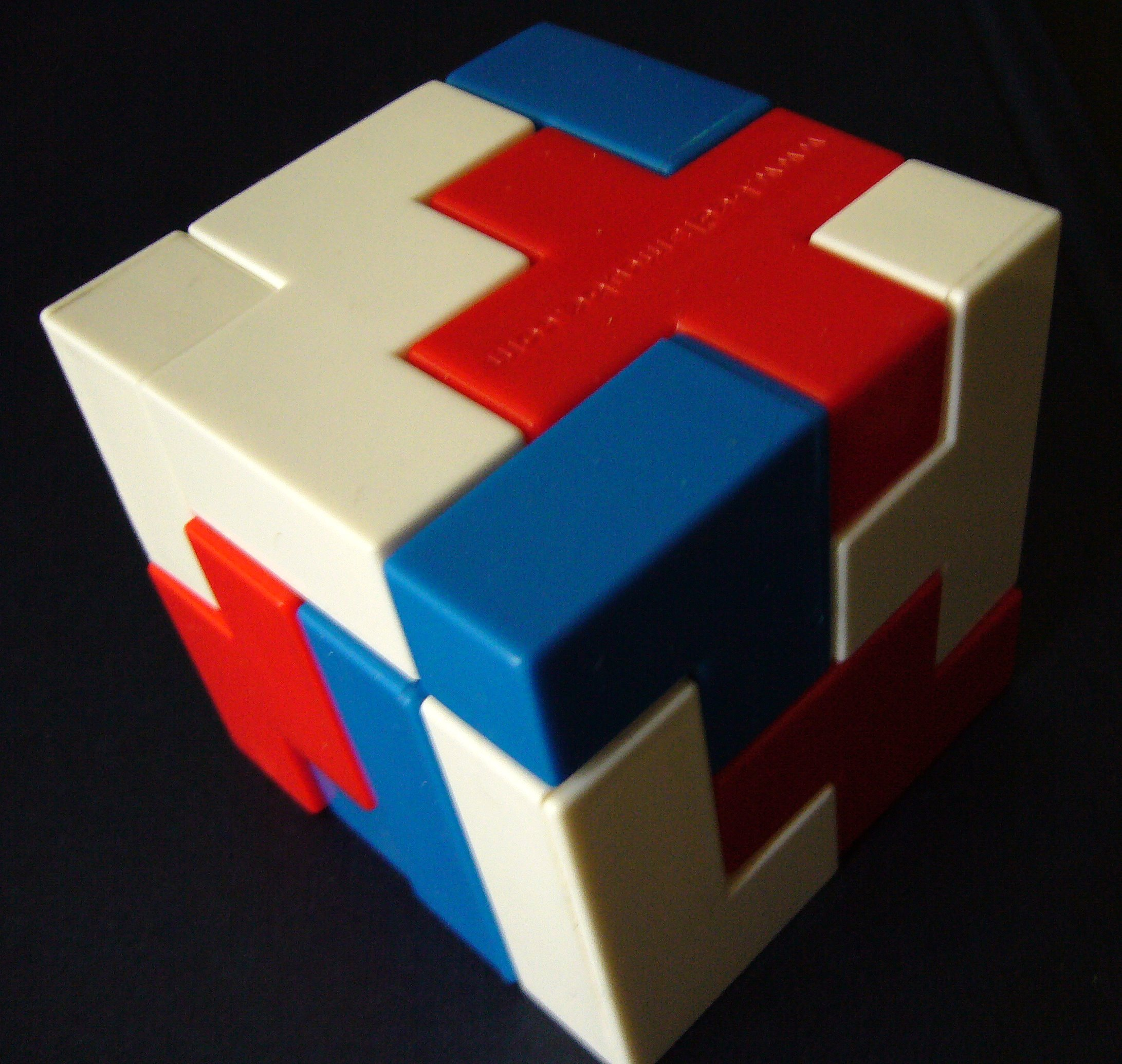
أحد حلول مكعب بيدلام.

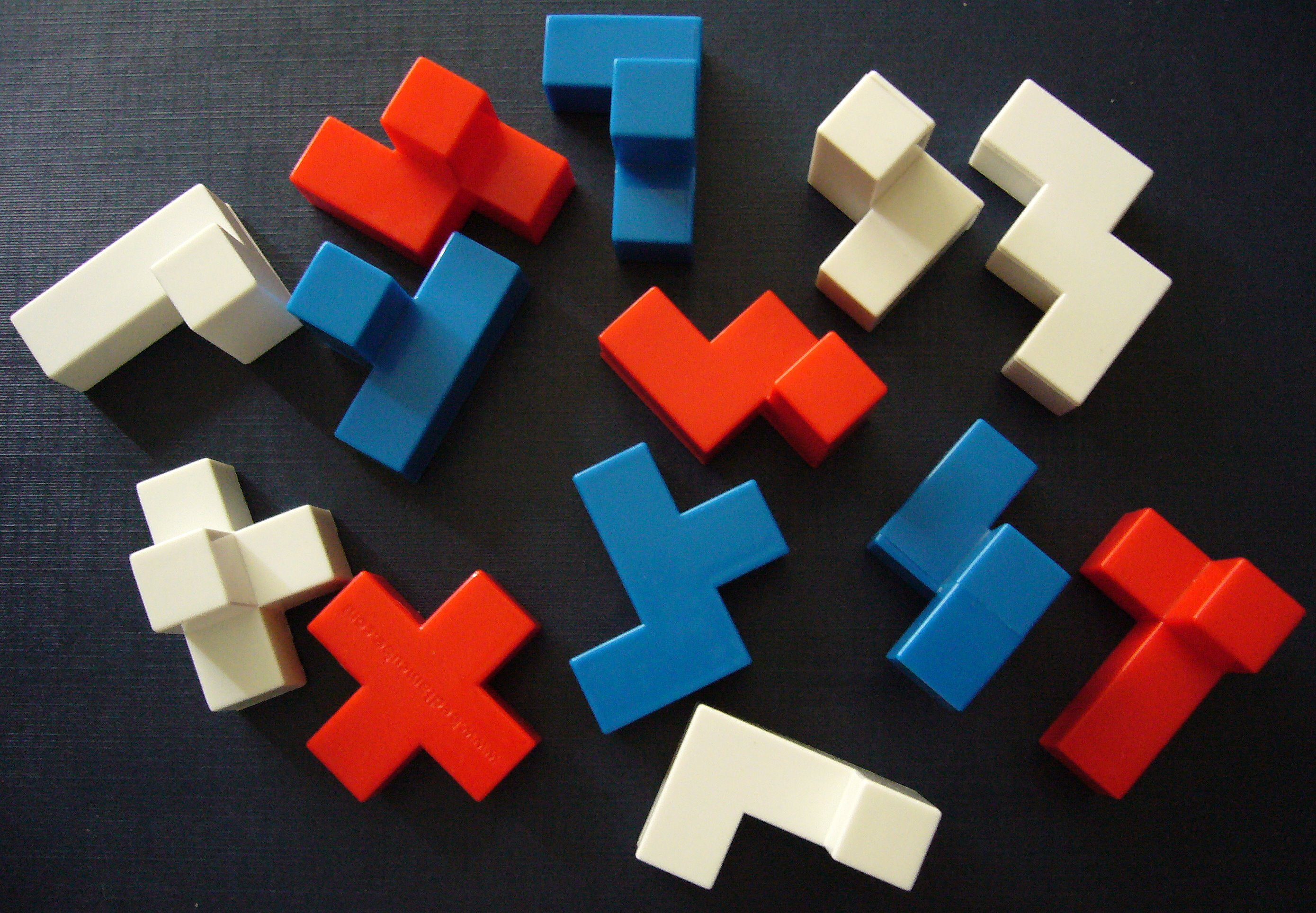
قطع مكعب بيدلام.

مكعب بيدلام (بالإنجليزية: Bedlam cube)‏ هو عبارة عن لغز صلب اخترعه بروس بيدلام. يتألف المكعب من ثلاثة عشر قطعة على شكل متعدد مكعبات، اثنا عشر منها خماسية مكعبات وواحدة رباعية المكعبات. الهدف هو تجميع هذه القطع لتشكيل مكعب بقياس أربع مكعبات صغيرة لكل ضلع من أضلاعه.
هناك 19,186 طريقة مختلفة لحل هذا اللغز (بغض النظر عن دورانات وانعكاسات القطع).
على الرغم من أن مكعب بيدلام هو نسخة زائدة على مكعب سوما (قياس الضلع ثلاث مكعبات صغيرة) إلا أن حله أصعب بكثير من مكعب سوما.

## وصلات خارجية
- أحد حلول مكعب بيدلام على يوتيوب
- الموقع الرسمي لمكعب بيدلام
- برنامج يحل مكعب بيدلام.